# Charlene McKenna
Charlene Lee McKenna (Glaslough, Condado de Monaghan; 26 de marzo de 1984) es una actriz irlandesa. Nacida en Glaslough, Condado de Monaghan, se volvió conocida con su papel protagónico de Jennifer en la serie Pure Mule en 2005. Ha tenido otros papeles en la televisión irlandesa como en las series Raw, Single-Handed y Whistleblower. Ganó el premio a Mejor Actriz (Televisión) en los IFTA en 2009 por Raw y ganó la categoría de Mejor Actriz en una miniserie por su papel en Whistleblower en el Festival de Television de Montecarlo en junio de 2009.

## Carrera
McKenna hizo su debut en el teatro a los once año, con un pequeño papel en la obra de teatro Oklahoma! con el Monaghan Youth Theatre. Estudió religión y música en el Mater Dei Institute of Education, Dublín. Su primera producción notable fue Pure Mule con la cual lanzó su carrera. Hizo de Jennifer en la serie.
McKenna ha tenido otros papeles en televisión como en las series Raw, Single Handed y Whistleblower. Tuvo in papel en una película de época de Charles Dickens que fue estrenada a finales de 2007. En el reparto se incluían los actores Derek Jacobi, Toby Jones, Bradley Walsh, Zoë Wanamaker, Martin Freeman, Steve Pemberton, Anna Madeley y Gina McKee.
En 2007, grabó el cortometraje Danger High Voltage en Stradbally, Condado de Laois. La película ganó premios tanto en el Galway Film Fleadh como en el Cork Film Festival en 2008.
Apareció en el segundo episodio de Single Handed 2, sobre la desaparición del hijo de su personaje, Eilish. Su actuación recibió críticas positivas.
Whistleblower, fue estrenado en agosto de 2008. McKenna hizo de Karen, una paciente. Emma Stansfield hizo de la enfermera.
En 2009, McKenna hizo el papel de Paula Abbot en la segunda temporada de The Fixer.
Para su papel de Raw, McKenna tuvo que hacer una escena de desnudo en el cuarto episodio de la misma. McKenna dejó RAW después del final de la temporada cinco el 10 de febrero de 2013.
McKenna también apareció en la película Dorothy Mills, lanzada en 2008, como Mary McMahon.
En 2011, McKenna apareció en un episodio de Sirens como la antagonista "Lamia" y en Merlin. Hizo el papel de la novia muerta de Seth, Shannon, en Misfits. En 2013 apareció en "Skins Pure" como Maddie.
Entre 2012 y 2016 McKenna hizo de Rose Erskine en Ripper Street y de Eva en A.D. Kingdom and Empire.

## Vida personal
McKenna es originaria de Monaghan pero ahora vive en Nueva York.